# Stricticollis walteri
Stricticollis walteri es una especie de coleóptero de la familia Anthicidae.

## Distribución geográfica
Habita en Mongolia.